# ションペン語
ションペン語（Shompen language）はインド・ニコバル諸島の大ニコバル島でションペン人によって話される言語である。詳細はほとんど知られていない。

## 分類
ションペン語は伝統的にニコバル諸語に分類されてきたが、Roger BlenchとPaul Sidwellはアスリ諸語に含まれるか、ニコバル諸語、アスリ諸語と並ぶオーストロアジア語族内の独立した系統に属すとする説を出している。